# Why don't you RELAX?
「Why don't you RELAX?」（ホワイ・ドント・ユー・リラックス）は、2017年5月3日にSME Recordsから発売された9nineの20枚目のシングル。

## 概要
前作「愛 愛 愛」から丸1年ぶりの2017年第1弾シングル。今作が吉井香奈恵・村田寛奈・佐武宇綺・西脇彩華による4人体制発足後初めての作品で、メジャーデビューから10年を迎えた記念イヤーの第一弾リリースでもある。『初回生産限定盤』と『通常盤』による、SME Records移籍後最小の2形態でリリースされた。

### 背景・制作
表題曲「Why don't you RELAX?」は、フランキー・ゴーズ・トゥ・ハリウッドが1983年に発表した大ヒット曲「Relax」（英語版）を、9nine作品では「CUE」（2013年）以来の参加となる前山田健一の手でサンプリングアレンジした楽曲。原曲では過激な性描写を想起させる歌詞が世界各国で問題視されたが、今作においては「様々なストレスが溢れる現代社会の中で"リラックス"を提唱する」というマイルドなものに改められた。
カップリング曲の「JI･TA･BA･TA」「チャンス」は、本作リリース前に開催されたワンマンライブ『9nine New Year ワンマンライブ -咲-（後略）』『9nine LIVE 2016 9月9日は9nineの日 〜9nine to meet you!〜』でそれぞれ初披露された楽曲。特に「チャンス」については、先述の公演において、4人体制発足後最初に発表されたオリジナル曲であり、今作の発売で約8ヶ月越しのリリースが実現した。

## 収録曲
1. 「Why don't you RELAX?」 – 4:04
オリジナル作詞・作曲：マーク・オトゥール、ホリー・ジョンソン、ピーター・ギル
日本語作詞・作曲：前山田健一 / 編曲：Initial Talk
2. 「JI･TA･BA･TA」 – 4:02
作詞・作曲・編曲：山田竜平
3. 「チャンス」 – 3:38
作詞：岡嶋かな多 / 作曲：岡嶋かな多、youwhich / 編曲：youwhich
4. 「Why don't you RELAX?（Instrumental）」
5. 「JI･TA･BA･TA（Instrumental）」
6. 「チャンス（Instrumental）」

初回生産限定盤DVD
「Why don't you RELAX?（Music Video）」
- 監督：多田卓也 / 振付：叶実花子